# El alcohol en la Biblia
Las bebidas alcohólicas aparecen numerosas veces en la Biblia y en la literatura bíblica — desde Noé plantando un viñedo y emborrachándose en el Génesis a Jesús haciendo el milagro de convertir una importante cantidad de agua en vino en las bodas de Caná y posteriormente incorporando el vino como parte del rito principal del Catolicismo: la Eucaristía.
|  |  |  |

El vino, es decir el mosto de la uva fermentado, es la más común de las bebidas alcohólicas mencionadas en la Biblia, donde frecuentemente es fuente de simbolismo y era un elemento importante de la vida diaria en los tiempos bíblicos

. 
Los habitantes de la antigua Palestina también bebían cerveza y vino hecho con otros frutos y algunas referencias a estos hechos aparecen también en las escrituras.

En conjunto, la literatura bíblica muestra una ambivalencia hacia las bebidas alcohólicas, considerándolas a la vez una bendición de Dios que provoca alegría y diversión y un peligro potencial que podía ser usado imprudente y pecaminosamente.

 Posiblemente en la época de Adán y Eva, las uvas caídas fermentaron y contenía alcohol etílico, al ser consumido produjo beodez deliciosa.

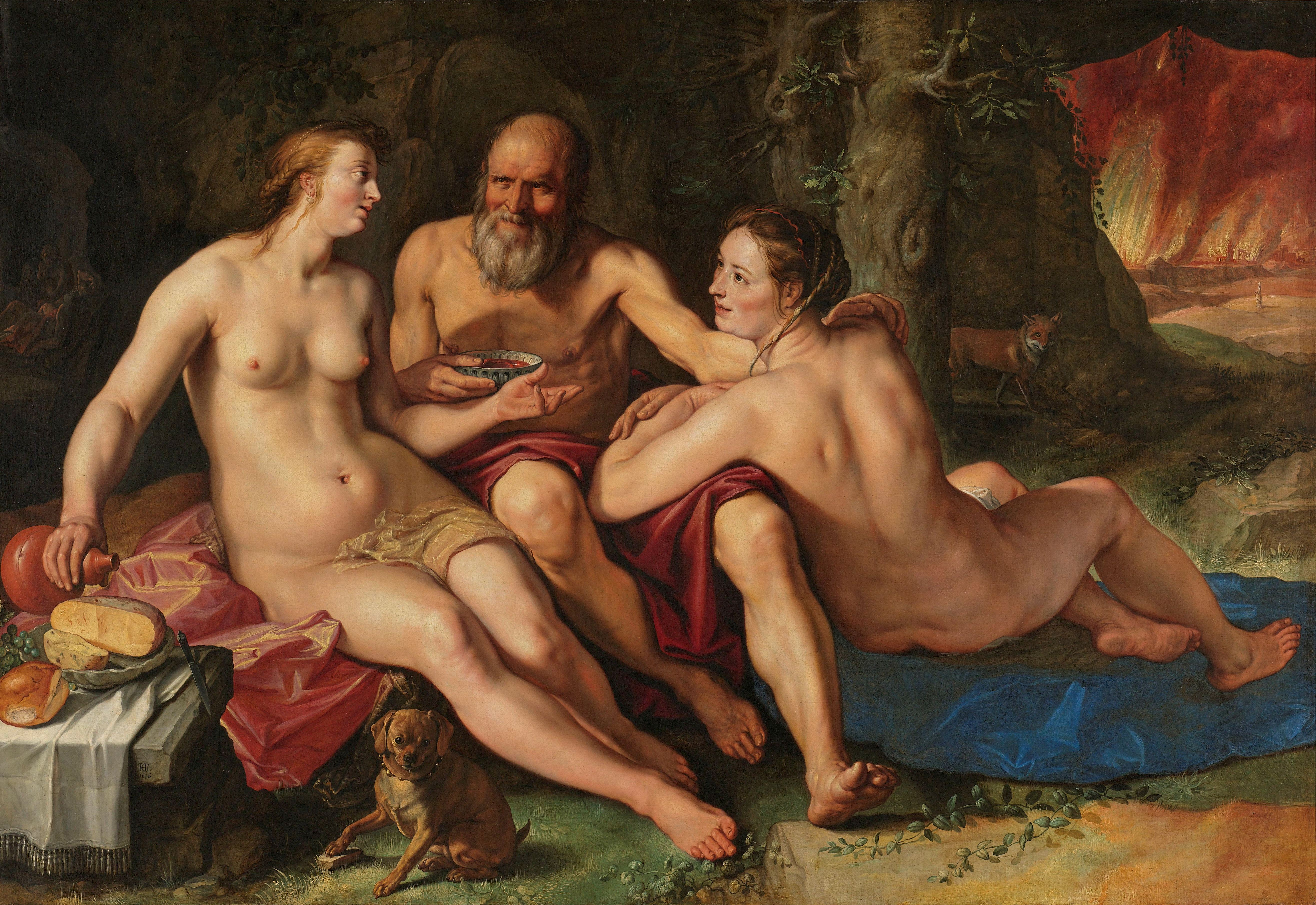
Lot y sus hijas, óleo pintado por Hendrik Goltzius, 1616. Las hijas de Lot emborrachando a su padre

Las relaciones entre el Judaísmo y el alcohol y el Cristianismo y el alcohol generalmente han seguido este modelo, con algunas disensiones entre los cristianos como en el tiempo de 'La Ley Seca' en los Estados Unidos.

## Literatura bíblica
El término Biblia puede referirse a distintas colecciones de libros que son considerados canónicos por uno o más de un grupo religioso. Hay alguna variación sobre cuales son los libros considerados canónicos por las diferentes confesiones religiosas, pero los siguientes tres grupos son ampliamente aceptados por los grupos religiosos más significativos:
- La Biblia hebrea, a la cual los judíos llaman Tanaj y los cristianos Antiguo Testamento.
- Los libros deuterocanónicos que son aceptados por el Catolicismo, las Iglesias Ortodoxas y algunas ramas de la Comunión anglicana, pero que no forman parte del canon judío, ni del canon protestante, que se refiere a dichos libros con el nombre de apócrifos.
- El Nuevo Testamento que es aceptado por todos los cristianos y rechazado por el Judaísmo.

Independientemente del papel oficial de estas colecciones en los diferentes grupos religiosos, cada una de ellas constituye una referencia histórica que evidencia los puntos de vista respectivos durante los periodos de tiempo de su composición y edición. La Biblia hebrea contiene la Torá, o ley mosaica, que es la parte principal de la Biblia para el Judaísmo moderno y para los judíos que vivían en los días del Nuevo Testamento. Los libros deuterocanónicos, aunque no son aceptados como canónicos por todas las confesiones, han tenido una influencia significativa tanto entre los cristianos como en los judíos como y nos proporcionan los puntos de vista durante la época del Segundo Templo o el periodo intertestamentario.
La Biblia hebrea y los libros deuterocanónicos contienen los antecedentes asumidos por el Nuevo Testamento y particularmente los Evangelios, que son el fundamento de la Escritura Cristiana. Todos los intérpretes están de acuerdo con que las enseñanzas del Nuevo Testamento sobre el uso de las bebidas alcohólicas refleja las actitudes e ideas encontradas en los primeros escritos bíblicos.

## Lexigrafía
La literatura Bíblica usa diferentes palabras de las lenguas originales en las que se escribió la Biblia para referirse a los distintos tipos de bebidas alcohólicas. Algunas de estas palabras tienen un significado que coincide en parte, particularmente las palabras en hebreo comparadas con las palabras en griego koiné, que es el lenguaje de la Septuaginta (una importante y antigua traducción de la Biblia hebrea al griego) y del Nuevo Testamento. Mientras que algunos libros deuterocanónicos pueden haber sido escritos en hebreo o en arameo, algunos fueron escritos en griego y se les conoce mejor por la versión griega de la Septuaginta. Se sigue pues, que los significados de las palabras usadas para las bebidas alcohólicas en cada una de estas lenguas tenga relación con el tema el alcohol y la Biblia. 

### Hebreo
La Biblia hebrea fue escrita en su mayor parte en hebreo con algunas partes en arameo, y utiliza diversas palabras para referirse a las bebidas alcohólicas.
| Hebreo | Transliteración                     | Significado | Referencias |
| ------ | ----------------------------------- | --- | --- |
| יין    | yayin                               | La palabra comúnmente traducida por vino | Gn 9:21, Ex 29:40, Lv 10:9, Nm 6:3 Dt 14:26, Jos 9:4, Jc 13:4, 1 S 1:14 1 Cr 9:29, Ne 2:1, Est 1:7, Jb 1:13 Sal 60:3, Pr 4:17, Ec 2:3, Ct 1:2 Is 5:11, Jr 13:12, Ez 27:18, Da1:5 Os 4:11, Jl 1:5, Am 2:8, Mi 2:11 Hab2:5, etc.. |
| תירוש  | tirosh                              | Propiamente "mosto"; algunas veces interpretado como "vino", "vino nuevo", o "vino dulce." Puede significar zumo en cualquier etapa del proceso de fermentación puede ser alcohólico como en Os 4:11. | Gn 27:28; Nm 18:12; Dt 7:13; Jc 9:13 2 R 18:32 2 Cr 32:28, Ne 5:11, Sal 4:7 Pr 3:10, Is 24:7, Jr 31:12, Os 2:8 Jl 1:10, Mi 6:15, Ag 1:11, Zc9:17, etc..                                                                         |
| שכר    | shekar                              | Literalmente "bebida fuerte"; Denota cualquier bebida embriagante como la sidra o la cerveza con un porcentaje de contenido alcohólico entre un 7 y un 10 por ciento en volumen. No podía ser una bebida alcohólica, porque no hay evidencia de la existencia de licores destilados en la antigüedad... Estaba hecho de frutas o cebada. Este término puede incluir vino como en Nm 28:7, pero generalmente se usa en combinación con él ("vino y sidra") para abarcar todas las variedades alcohólicas. | Lv 10:9, Nm 6:3, Dt 14:26, Jc 13:4 1 S 1:15, Sal 69:12, Pr 20:1, Is5:11 Mi 2:11; etc. |
| חמר    | chemer corresponde al arameo chamar | "vino"; la palabra "comunica la idea de 'espumar,' como en el proceso de fermentación, o cuando es vertido. Se deriva de la raíz hamar, que significa 'hervir'" | Dt 32:14, Is 27:2, Ez 6:9, EZ 7:22; Dn 5:1,2,4 |
| עסיס   | ''asis                              | "vino dulce" o "vino nuevo", la cosecha del año actual que puede ya embriagar | Ct 8:2, Is 49:26, Jl 1:5, 3:18, Am 9:13 |
| חמץ    | chomets                             | vinagre, que está hecho de vino o de otras bebidas fermentadas y usado como condimento o, cuando es mezclado con agua, tiene un ligero contenido alcohólico. | Nu 6:3; Ru 2:14; Ps 69:21; Pr 10:26; 25:20 |
| שמר    | shemar (usado en plural: shemarim)  | Posos del vino; "Vino que se ha mantenido con los posos, y por tanto vino viejo" | Sal 75:8, Is 25:6, Jr 48:11, Zp 1:12 |
| סבא    | sobhe                               | Bebida, licor, vino | Is 1:22; Ho 4:18; Na 1:10 |
| ממסך   | mamsak and mesekh                   | "vino mezclado," la palabra es " una mezcla de vino y agua con especias que incrementan sus propiedades estimulantes" | Ps 75:8; Pr 23:30; Is 65:11 |
| מזג    | mezeg                               | "mezcla", "vino mezclado" | Ct 7:2 |

### Griego
De forma distinta a la Biblia hebrea, la cual tiene una gran variedad de palabras para las bebidas alcohólicas, el griego Koine de la Septuaginta y del Nuevo Testamento usa sólo cuatro palabras.
| Griego  | Transliteración | Significado | Referencias de la Septuaginta | Referencias del Nuevo Testamento                                                    |
| ------- | --------------- | --- | --- | ----------------------------------------------------------------------------------- |
| οίνος   | oinos           | la palabra comúnmente traducida por "vino" en el Nuevo Testamento y en la Septuaginta.                                                                                           | Gn 9:21 (traduce oinos); Ex 23:25; Lv 10:9; Nu 6:3; Dt 7:13 (traduce tirosh); Jos 9:4; Jg 9:13; 1Sa 1:11; 1Ki 10:5; 1Ch 9:29; Ezr 6:9; Jb 1:13; Ps 4:8 (Numeración hebrea 4:7); Pr 4:17; Ec 2:3; SS 1:2; Is 1:22 (traduce sobhe); Jr 13:12; Ezk 16:49; Da 1:5; Ho 2:10; Jl 1:5; Am 2:8; Mi 2:11 etc. | Mt 9:17; Mc 2:22; Lc 1:15; Jn 2:3; Ro 14:21; Ep 5:18; 1Ti 3:8; Ti 2:3; Ap 6:6; etc. |
| γλευκος | gleukos         | "vino dulce" (algunas veces traducida por "vino nuevo"), que podía embriagar. | Jb 32:19 | He 2:13                                                                             |
| σίκερα  | sikera          | una palabra prestada del hebreo shekar que significa licor, sidra, "bebida fuerte"                                                                                               | Le 10:9; Nu 6:3; 28:7; Dt 14:26; 29:5; Jg 13:14; Is 5:11,22; 24:9; 28:7; 29:9 | Lc 1:15                                                                             |
| όξος    | oxos            | vinagre, vino picado; podía estar hecho de zumo de uva o de otras bebidas fermentadas; cuando se mezclaba con agua era una bebida común entre los pobres y los soldados romanos. | Nu 6:3; Ru 2:14; Ps 68:22 (Numeración hebrea: 69:21); Pr 25:20 | Mt 27:48; Mc 15:36; Lc 23:36; Jn 19:29f                                             |